# 美口まつり
美口 まつり（みぐち まつり、2003年7月26日 - ）は、日本の女子バスケットボール選手である。ポジションはパワーフォワード。Wリーグの山梨クィーンビーズ所属。

## 来歴
神奈川県出身。
安城学園高校でウィンターカップベスト8を経験。
2022年1月、デンソーアイリスにアーリーエントリーとして加入し、卒業後正式加入。
2024年5月、デンソーアイリスを退団。シャンソンVマジックに移籍
2025年6月、山梨クィーンビーズに移籍。

## 所属歴
安城学園高等学校→デンソーアイリス(2022年 - 2024年)→シャンソンVマジック→山梨クィーンビーズ